# 汽車旅館

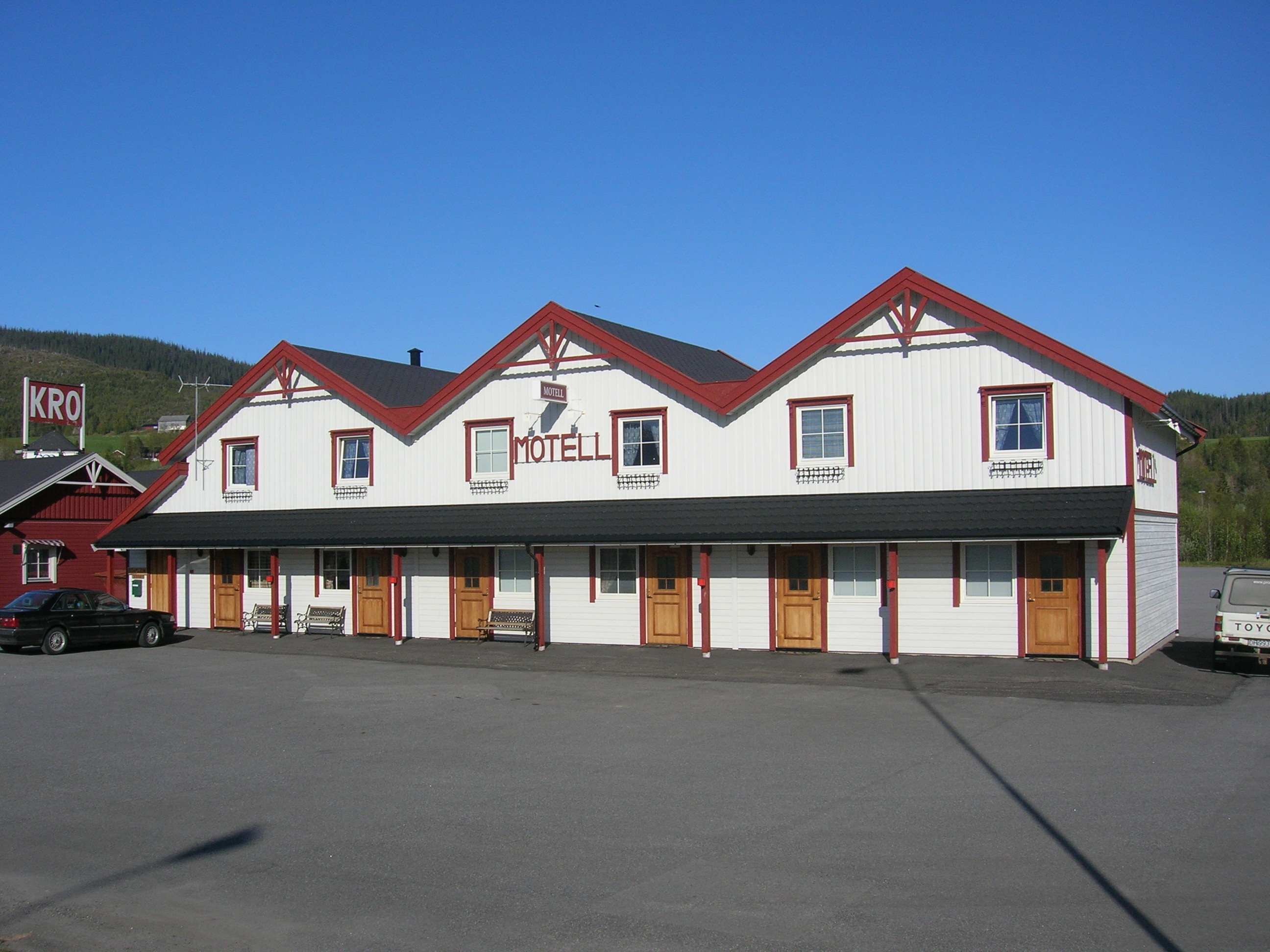
挪威海姆內斯一家汽車旅館。

汽車旅館，可音譯為摩鐵（因汽車旅館的英文發音似摩鐵），是專為駕車者設計的旅館，通常有專屬的汽車停車空間。第二次世界大戰過後，汽車旅館一詞正式被收錄於英文字典中，作為  的縮寫，這個用法最早出現在建於1925年在美國加州聖路易斯-奧比斯保的里程碑汽車旅館（Milestone Mo-Tel），後改名為「聖路易斯-奧比斯保汽車旅館客棧」（Motel Inn of San Luis Obispo）。這個詞最初用來描述一種旅館類型，與傳統旅館最大的不同點，在於汽車旅館每個客房都有專屬停車位並且與房間相連，有時採平面設計門前設置停車位，或把一樓當作車庫，二樓作為房間，這樣獨門獨戶為典型的汽車旅館設計。
在歐美地區，汽車旅館通常是單一家族或地主私有化經營，雖然少數連鎖的汽車旅館品牌集團也存在。隨著1920年代高速公路系統的開始大量開拓，長途旅行變得更加普遍，也因而對主要幹道兩旁價格實惠且交通方便的過夜住宿需求與日俱增，這也讓汽車旅館的投資和興建如雨後春筍般出現。。隨著美國汽車工業和汽車文化的崛起，開車旅行的風氣在1960年代達到了巔峰，這也促使美國汽車旅館的總數量也在這個時期達到歷史高點。後來隨著新興連鎖飯店的興起，以及新式飯店開始在交流道附近拓點造成競爭的白熱化，讓美國汽車旅館的總數量成長開始出現停滯甚至減少的現象。加上新式高架高速公路的改建，取代了一些原本的平面州際公路，使得一些知名且深具歷史意義的汽車旅館，後來都被列入美國國家史蹟名錄當中作為古蹟保護。

## 建築

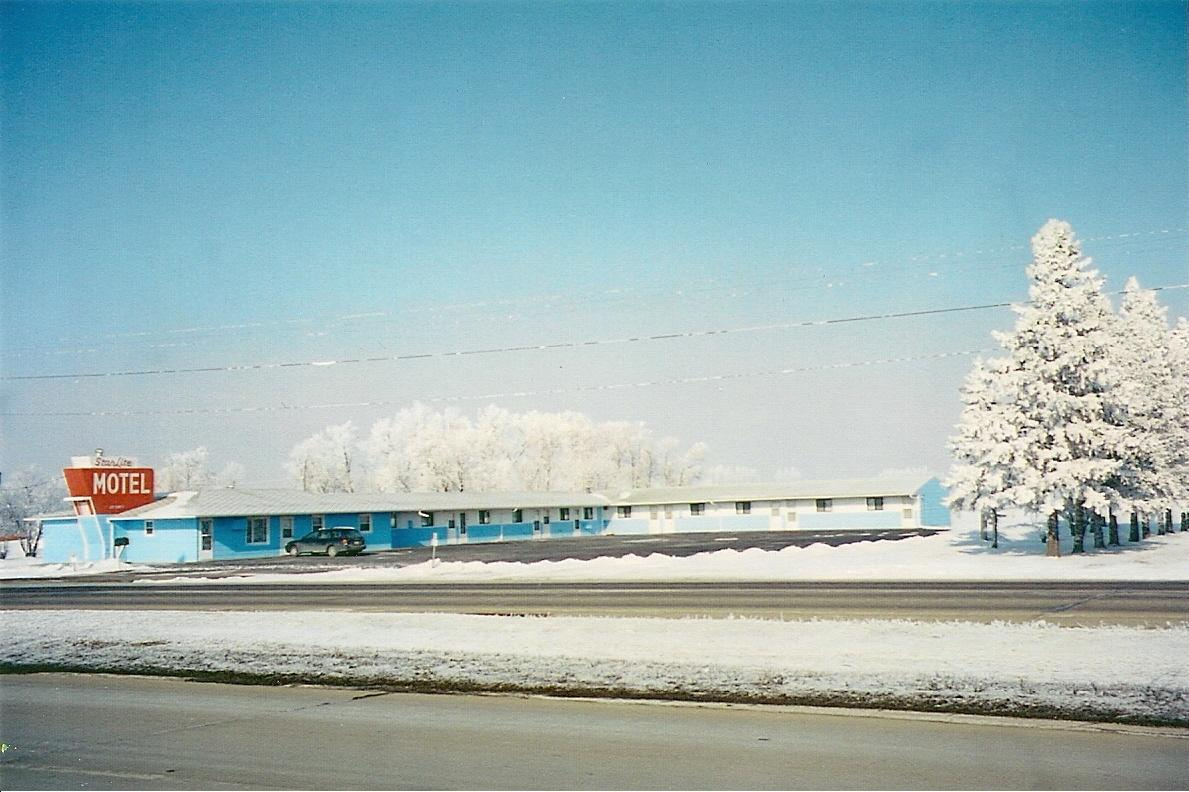
位在明尼蘇達州的 Star Lite Motel 是美國1950年代典型的 L 型式建築汽車旅館。

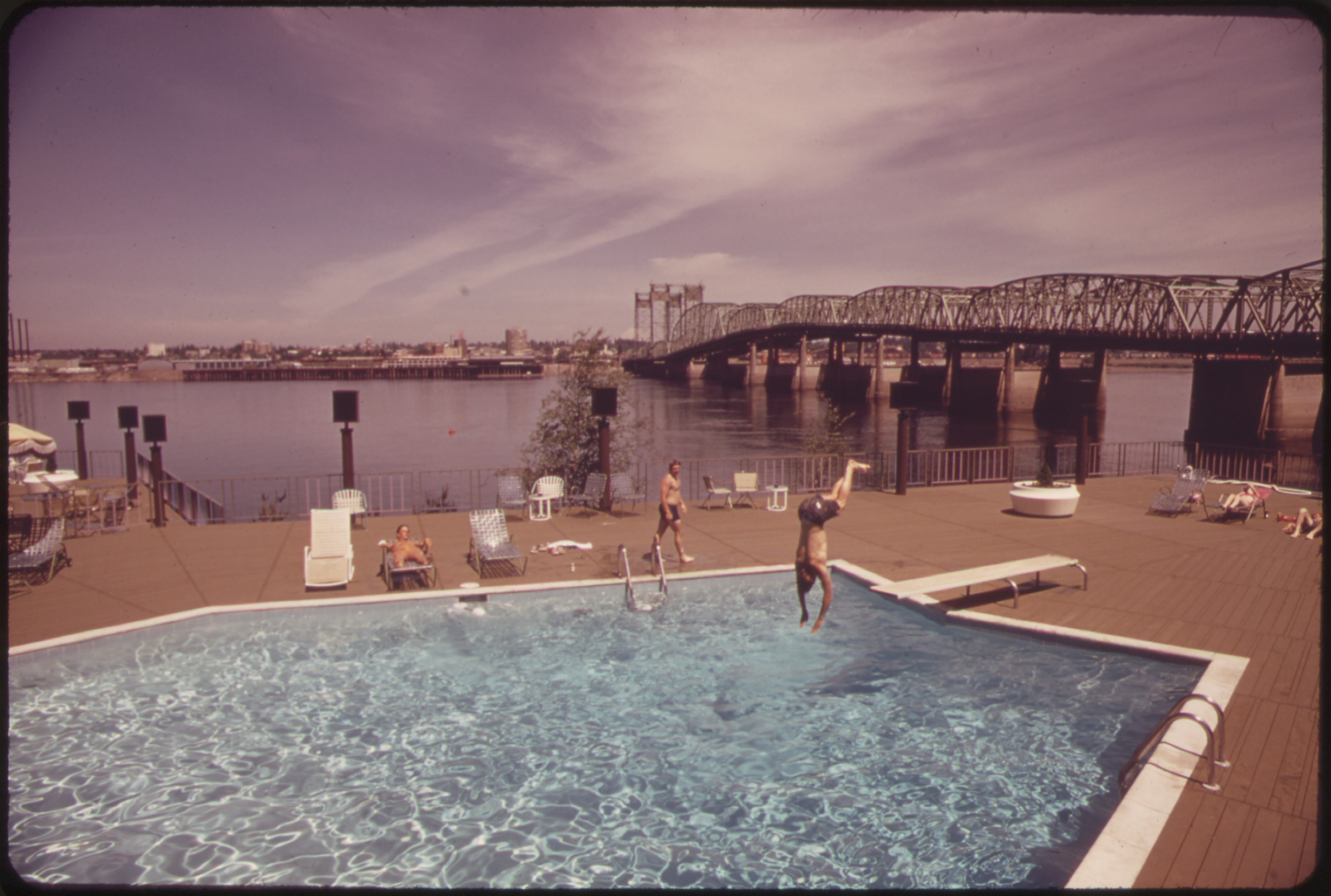
美國的一些汽車旅館會附設大型戶外泳池，圖為1973年拍攝的美國俄勒岡州波特蘭的哥倫比亞河上的雷鳥汽車旅館（Thunderbird Motel）。

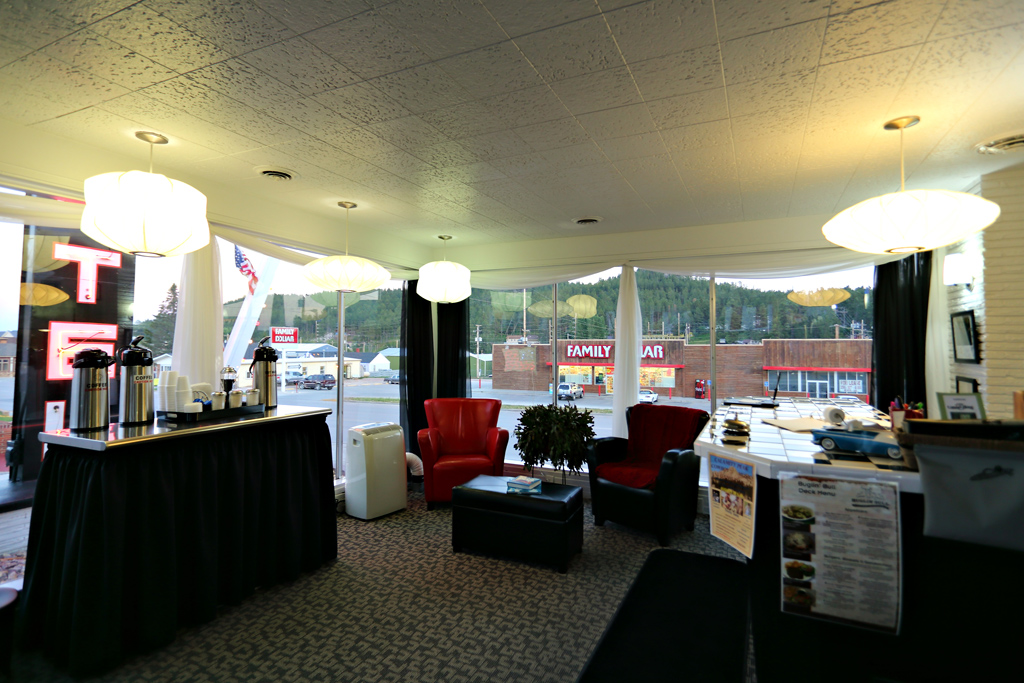
位在美國卡斯特 (南達科他州)的火箭汽車旅館（Rocket Motel），圖為美國汽車旅館典型的旅客接待區。

汽車旅館和一般旅館的不同，在於一般旅館或飯店經常喜歡設立在城鎮的核心商業區，大眾運輸方便的地段，因此老舊的旅店不一定要有足夠的汽車停車位。但汽車旅館因為每間客房都必須具備獨立的停車位，加上顧客通常會開車前來投宿，所以汽車旅館通常會設立在城鎮的外圍或公路交通要道旁。
和火車站附近拔地而起旅館大樓相比，因為汽車旅館通常為平房或兩層樓式建築，加上必須附設充足的停車位，所以相對來說通常占地較寬廣而房間數卻較少。在這個美國幾乎每個重要城鎮都有高速公路經過的年代裡，興建汽車旅館的大量土地需求並不構成太大的問題，城鎮郊區不昂貴的土地除了被用來興建汽車旅館，摩鐵周邊經常還可以吸引汽車經銷商、加油站、木工廠、遊樂園、路邊攤、得來速、戲院和其它大大小小公路旁中小企業的進駐。由於汽車帶來了人們移動的便利性，這也讓汽車旅館出現在任何公路交通寬廣且擁有車潮的地方。

### 格局
汽車旅館的建築佈局經常是以「I」、「L」或「U」這三個英文字母的形狀為基礎來規劃和建設，館內通常都會包含：客房（獨立車位）、主管室、小型接待櫃台。某些汽車旅館還會多增設小型餐廳和戶外游泳池。最典型的汽車旅館是單層樓的平房，車位就直接設在房門的外面，這讓旅客搬運行李進房非常地方便。有些傳統汽車旅館則是兩層樓式設計，每個停車位的獨立階梯可以通達各自的客房。

## 歷史
第一個專門為自駕車旅客設立的露營地，是在1910年代末期建成的。在此之前，開車長途旅行者如果付不起昂貴的旅館住宿費用，就只能選擇將車停靠在路邊，然後留在車內睡覺過夜，或者是在公路旁空地搭起帳篷野營。隨著汽車的普及化，有些地方逐漸發展成為所謂的汽車營地。直到1920年代到1930年代之間，一些現代化的營地開始提供自來水、野餐場地和公共廁所等設施，這便是汽車旅館最早的雛形。

## 國際變化
汽車旅館源起於美國的西南部，主要是作為美國公路系統周圍，讓旅行者們歇腳過夜的露營區和度假小屋之替代品。在南半球的澳洲和紐西蘭，汽車旅館的發展模式與功能大致和加拿大與美國相同。澳洲第一家汽車旅館是在1937年成立，位在於新南威爾斯州巴利納的西區汽車旅館（West End Motel），以及位在塔斯馬尼亞州創立於1939年的彭贊斯汽車旅館（Penzance Motel）。
汽車旅館在國際間的一些國家相當流行且廣為民眾接受，例如：德國、日本和泰國。但在一些國家，現在「汽車旅館」意味著的是平價旅館（low-end hotel），例如歐洲知名的連鎖廉價旅館「Hotel Formule 1」（旗下超過 380 間超低預算小旅館，多數在法國。雙人住宿費用大約是46歐元），或者是有時鐘旅館的含意。

### 加拿大

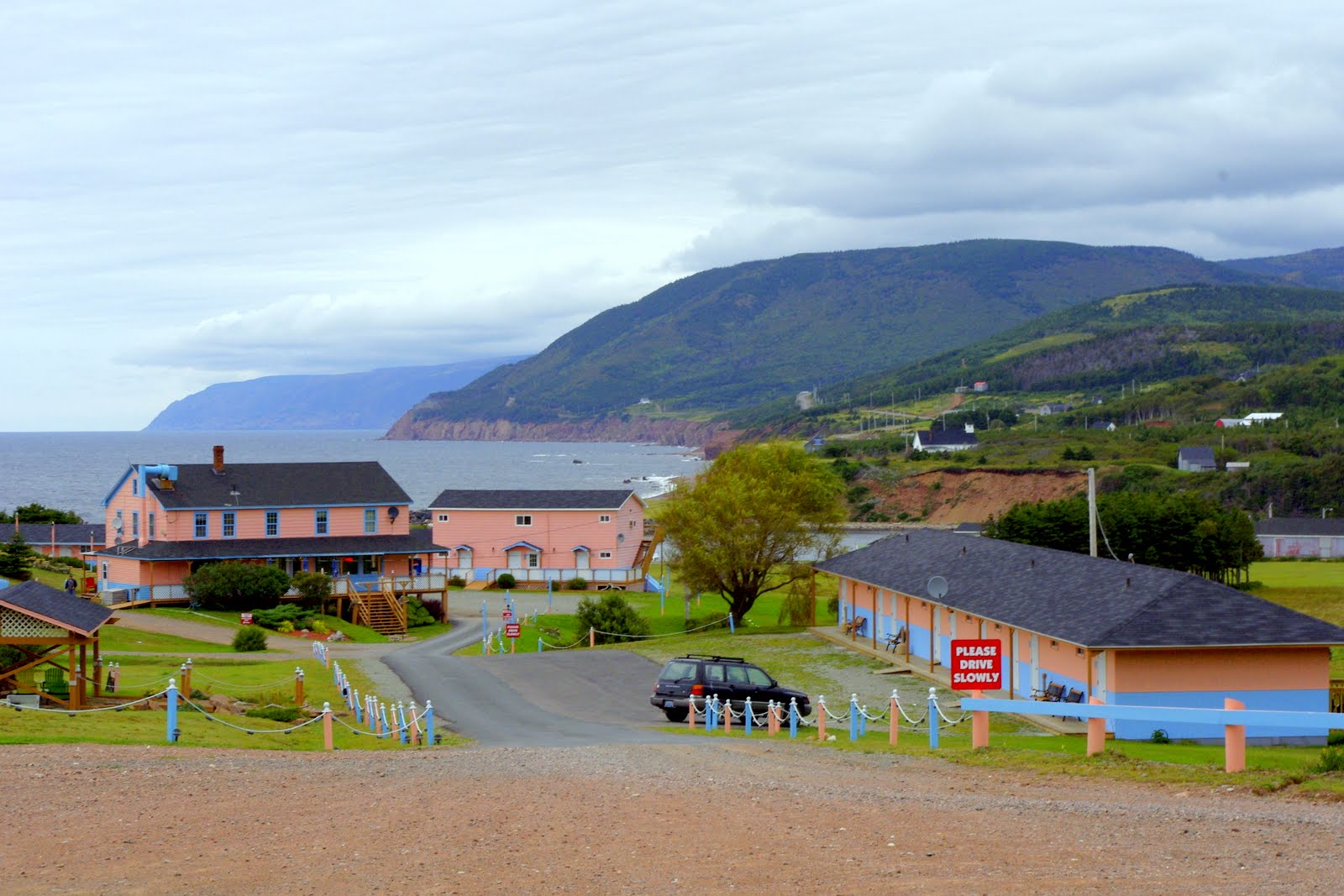
2010年在加拿大新斯科細亞省普萊森特貝名為「中途汽車旅館與客棧」的旅宿業者。

與美國一樣，在加拿大最初的1930年代公路邊住宿僅有原始的露營地。在安大略省的省道公路地圖上就標記有一百多個路旁露營地。雖然當中大多數提供了最基本的設備（如野餐桌，遊樂區域，廁所設施和備品），此時正經歷大蕭條時期，僅不到四分之一的營地有提供遮風避雨的小木屋，絕大多數的旅客都必須自備帳篷。在加拿大嚴峻的氣候條件之下，這些露營區只能在旺季的時候使用。
由於小型木屋和露營地並不適合加拿大嚴寒的冬季，在第二次世界大戰後汽車旅館的數量在加拿大如雨後春筍般大幅增加，在安大略省的401號高速公路等國道開通前的1960年代達到了頂峰。因為加拿大的氣候和短暫的旅遊旺季（一般是從維多利亞日開始，直到勞動節或感恩節），任何戶外游泳池在一年之中大約僅有兩個多月的時間可以使用。多數的獨資汽車旅館在淡季期間大多慘澹經營或者乾脆打烊。
在1980年代結束前，加拿大汽車旅館產業迅速地失去立基點，並且有被連鎖飯店集團併購的趨勢，例如加拿大本土的旅程終點公司（Journey's End Corporation）和一些來自美國的連鎖品牌。當時安大略7號省道因為路旁興建有許許多多的汽車旅館和餐廳，而有「黃金地帶」的美譽，直到安大略402號省道在1982年完工通車後，分散了車流，然而黃金地帶至今依然保有一些景點，例如薩尼亞機場和水公園。
大多數加拿大人口都集中在少數幾個南部城市。只有溫莎到魁北克地帶相對較早有高速公路經過，在人口較稀少的地區（包括安大略省北部的大部分地區），長達數千公里的雙向道加拿大橫貫公路仍然維持著極為原始的狀態，這條漫長的西拓公路連結了一些遙遠而孤立的社區，而位在公路兩旁的汽車旅館對於長途駕駛來說，是非常重要的住宿與補給站。

### 歐洲
汽車旅館做為「駕駛者旅館」的概念源自於美國，並且在1920年代在美洲大陸的高速公路旁蓬勃發展。在世界各國一開始也是以相同的概念來看待汽車旅館一詞，但後來在歐洲很多地方，汽車旅館（Motel）逐漸被指稱為設施與服務有限且價格低廉的旅館，有時候甚至與愛情旅館劃上等號，這取決於汽車旅館在各個不同國家和語言區的發展情況。但在大多數的歐洲國家，汽車旅館（Motel）與旅館（Hotel）之間的界線是非常模糊的，很多時候被用來專指平價旅店的概念。
在法國，連鎖的汽車旅館最高建到三層樓高（搭配露天開放式的走廊和樓梯），通常被設定為當地的「一星級」旅館。當地的 Louvre Hôtels 連鎖飯店集團，以頭等艙（Première Classe）子品牌（定位在一星級）來將旗下的汽車旅館進行市場分眾行銷，而另外採用其他的子品牌名稱來行銷集團內中高價位的旅館。同樣的情形也出現在德語區國家，汽車旅館（Motel）一詞在德國等地等同於價格實惠的路旁客棧（Rasthaus, Raststätte）涵義；一些法國的連鎖飯店品牌在德國（例如雅高酒店集團旗下的 Hotel Formule 1）就提供自動登記入住的價格低廉且小型的斯巴達式客房。
在葡萄牙語中，汽車旅館通常並不單純是指駕車的住宿旅館，而是帶有「成人摩鐵」或「愛情旅館」，設施一般有電視成人頻道、按摩浴缸和超大或非標準形狀的床，裝潢設計有各種蜜月套房風格。提供數小時的休息短租，未成年人被限制不得單獨入住。葡萄牙語當中曾經在1970年代於巴西里約熱內盧短暫使用過 Rotel 一詞來指稱時鐘旅館的概念，但不久就被汽車旅館（Motel）一詞完全取代。
義大利的旅宿業則是從1990年代開始興起類似汽車旅館概念的旅館型態，提供專屬車位和豪華客房，並且和時鐘旅館一樣可以採數小時的時間短租休息，市場競爭相當激烈。

### 南美洲
在中美洲和南美洲，Motel 汽車旅館（在墨西哥稱為 ）通常與時鐘旅館的涵義相同，尤其在厄瓜多，當地汽車旅館甚至提供最短 15 分鐘、最長 12 小時的短租休息服務。在阿根廷和秘魯，愛情旅館則是被稱為，字面意思為「臨時避難所」，提供休息與住宿服務。在西班牙語系國家，汽車旅館（Motel）一詞並不普及，常有各種不同的俚語來指稱愛情旅館型態的旅館，諸如：（傢俱）、（含傢俱宿舍）或 。

### 臺灣
汽車旅館在台灣的發展，官方記錄最早可以追溯到 1968 年美國飯店及汽車旅館業協會（The American Hotel and Motel Association; AHMA）派出東方訪問團 51 人抵台交流後，隔年行政院交通部觀光委員會便提議引進興建汽車旅館輔導辦法與優待條例，期望透過鼓勵民間投資興建美式汽車旅館，達成「八年內計畫增加旅館八千個房間」目標，以推動台灣汽車逐漸普及與公路旅遊的觀光產業現代化願景。
台灣六零年代末期的時空背景是國道一號中山高速公路仍在討論階段（1971 年動工興建；1974 年納入十大建設項目）。當時官方為了創造話題性，也透過台灣觀光協會在各大主流報章媒體上公開徵選 motel 中文翻譯名稱的活動，以增加引進這種新式摩登旅館的社會關注度。
而國民政府也同步在 1968 年正式開放自小客車進口，隔年 5 月中華賓士成立並取得 Mercedes-Benz 的代理權，讓台灣民眾進入有進口轎車可以購買的年代。同年 1969 年 7 月 20 日，台灣第一家由萬美觀光事業股份有限公司投資的汽車旅館（當時譯稱：汽車旅站，現已更名為：白宮行館），於萬里海濱由前行政院長兼一級上將何應欽將軍親自出席剪綵，與萬里海水浴場一同風光開幕。之後在恆春南灣、墾丁、桃園石門、台灣東部等觀光重點地區，也開始由政府鼓勵民間企業興建汽旅。
臺灣的汽車旅館特色是，客房通常具備獨立的室內車庫，在房客開車進入客房車庫後，室內車庫的鐵捲門或輕鋁門可以完全降下（有的旅館業者基於安全顧慮，會設定鐵捲門在降下、關閉時仍有數公分的門縫，並不完全密閉），提供房客完整的隱私以及房客車輛的財產安全。
在臺灣，許多高速公路沿線地區、新開發的土地重劃區或風景區附近，分佈有較多的汽車旅館。由於競爭激烈，使得汽車旅館的裝潢設計達到或甚至超越高級飯店的水準，有些業者還提供情境主題式的房間設計，此類汽車旅館經常被業者自稱為「時尚、精品（汽車）旅館」或類似的命名方式，除了供一般旅客投宿過夜外，也提供限時短暫住房（休息）的服務，即時鐘旅館式的租用方式，作用與日本等地的愛情旅館類似。近年來也有一些採度假別墅（Villa）和日常生活（Daily life）風格的汽車旅館出現。